# Marie Angélique de Scoraille de Roussille
Marie Angélique de Scoraille de Roussille, Fontanges hercegnő (Cropières, 1661. – Párizs, Port-Royal apátság, 1681. június 28.); francia nemes kisasszony, udvarhölgy, XIV. Lajos francia király szeretője.

## Élete
A dél-franciaországi Cropières-i kastélyban született (Cantal megye, Auvergne régió), 1661-ben. Édesapja Jean-Rigal de Scoraille, Auvergne királyi helytartója, édesanyja Aimée Eléonore de Plas volt. A 16 éves leány feltűnő szépségétől megszédülve, az apa egyik unokafivére azt javasolta, vigyék az ifjú kisasszonyt Párizsba, és mutassák be a versailles-i királyi udvarnál. A szülők belenyugodtak, hiszen még négy leányukat és három fiukat kellett nevelniük.
A leányt hamarosan (1678-ban) bemutatták a királyi udvarban. Erzsébet Sarolta pfalzi hercegnő (francia nevén Charlotte-Élisabeth de Bavière) kíséretébe került udvarhölgyként (fille d’honneur). A pfalzi hercegnő, akit Madame la Palatine-nak is neveztek, (I.) Fülöp Orléans-i hercegnek (Philippe de France), XIV. Lajos francia király öccsének, a Monsieur-nek második felesége, a király sógornője volt. (Az első feleség Angliai Henrietta 1670-ben meghalt, Orléans hercege 1672-ben újra megnősült).
Az ifjú Angélique de Scoraille hamarosan magára vonta XIV. Lajos figyelmét. Igen gyorsan, már 1678-ban a király szeretője lett. Marie-Angélique sugárzó szépségű leány volt, a király „szépséges teremtménynek” nevezte.
Viszonyuk 1679 tavaszáig titokban maradt. Ekkor a király nyíltan elismerte hivatalos királyi kegyencnőnek (maîtresse royale). Az 1679. év vége felé korai szülésben egy halott fiúgyermeket hozott a világra. A gyermekágyból csak igen nehezen épült fel.
1680-ban a király Angélique de Scorailles kisasszonyt hercegi rangra emelte, ettől kezdve hivatalos címe Fontanges hercegnő (duchesse de Fontanges). E tény egyben bukásának kezdetét is jelzi. A bukás gyors volt, és nagy port vert föl. A gyermekágyból lábadozott, amikor Lajos elbocsátotta. Magára hagyatva, Fontanges hercegnő visszavonult a párizsi Port-Royal apátságba, ahol 1681. június 28-án, alig húszévesen elhunyt.
Hirtelen halála azonnal elindította azt a híresztelést, hogy nem természetes módon halt meg, hanem megmérgezték, a francia királyi udvart abban az időben megrázó mérgezési botrány áldozatává vált. Madame de Montespan márkinét, a király másik szeretőjét beidézték, és meggyanúsították Angélique de Fontanges hercegnő megmérgezésével. A vádemeléstől csak a király beavatkozása mentette meg, aki leállította az ellene folyó nyomozást, de a kegyencnőnek vissza kellett vonulnia az udvartól. Modern kori törvényszéki bonctani vizsgálatokkal azonban kimutatták, hogy természetes okból halt meg, halálát mellhártyagyulladás miatt kialakult tüdővizenyő okozta.
Nevét viseli egy frizura (Fontanges), melyet állandóan viselt, és ő hozott divatba.

## Életéről szóló játékfilmek
- Fontanges hercegnő több film történésében megjelenik. Alakját Christine Carère (vagy Carrère) színésznő formálta meg, a „Mérgezési botrány” („L’Affaire des poisons”) c. francia filmben, amely 1955-ben készült, írta és rendezte Henri Decoin. A főszereplők, akik mellett Christine Carère mellékszerepet játszott: Danielle Darrieux mint Madame de Montespan márkiné, Viviane Romance mint Catherine Deshayes (La Voisin, a méregkeverő), Paul Meurisse mint Guibourg abbé, Anne Vernon mint Mademoiselle des Oeillets és Raymond Gérôme mint XIV. Lajos király
- Alakja megjelenik a „Királyi fasor” („L’Allée du Roi”) c. francia TV-filmben, amely 1995-ben készült, rendezte Nina Companeez. Főszereplők Didier Sandre mint XIV. Lajos, Valentine Varela mint Montespan márkiné, Dominique Blanc mint Françoise d’Aubigné (Madame de Maintenon), Michel Duchaussoy mint Paul Scarron, a költő. Fontanges szerepe igen kis mellékszerep.

## Lásd még
- Francia uralkodók szeretőinek listája